# Trošenj
Trošenj (más néven Čučevo) egy középkori várrom Horvátországban, a Sibenik-Knin megyei Kistanje határában.

## Fekvése
Kistanje falutól keletre, a Krka folyó jobb partja feletti meredek sziklák szélén található. Vele szemben, a Krka bal partján található a Nelipićek Necsven nevű vára. 

## Története
A vár helyén már ősidők óta erődítmény állt, ahol különböző korokból (prehisztorikus kor, bronzkor, római kor) származó leleteket találtak. Építésének idejéről nem állnak rendelkezésre pontos adatok. A vár a nagyhatalmú horvát Šubić család tulajdonában állt, akik a Krka-folyó egész jobb partján elterülő vidék urai voltak. Abból a célból építették, hogy felügyeljék és ellenőrizzék a folyón átívelő, kiemelt stratégiai fontossággal bíró hidat. A várat 1522-ben foglalta el a török sereg, akik őrséget helyeztek el benne és egy hengeres tornyot is építettek. A két várat összekötő hidat 1649-ben az uszkókok lerombolták. 1686-ban a Velencei hadsereg lerohanta a vidéket és elűzték a törököket. Ekkor a vár nagy része megsemmisült.

## A vár mai állapota
Ma az egykori erődből a kör alakú bástya viszonylagos épségben megmaradt romjai, a magas várfalak egy része, és egyes lakóépületek nyomai láthatók.